# Berceruelo
Berceruelo es un municipio y localidad española de la provincia de Valladolid, en la comunidad autónoma de Castilla y León. El término municipal tiene una población de 36 habitantes (INE 2024).

## Historia
Hacia mediados del siglo XIX, el lugar tenía contabilizada una población de 275 habitantes. Aparece descrito en el cuarto volumen del Diccionario geográfico-estadístico-histórico de España y sus posesiones de Ultramar de Pascual Madoz de la siguiente manera:

BERCERUELO: l. con ayunt. en la prov., aud. terr., c. g. y dióc. de Valladolid (5 leg.), part. jud. de Mota (2): sit. en la pendiente de uno de los cerros que rodean á Bercero, y combatido de los vientos E. y O., su clima es bastante sano: tiene 34 casas y una igl. parr. (San Juan ante portam latinam), sufragánea de la de Bercero, del que dista 1/4 de hora; confina el térm. con los mismos que el de Bercero (V.) é inmediata á la pobl. se encuentra una fuente de buen agua, de la que se surten los vec.: el terreno es de buena clase. prod. trigo, cebada y centeno; hay algun vinedo, recien plantado y canteras de las que se estraen grandes piedras para los lagares. ind.: algunos hornos de cal. pobl.: 24 vec. 75 alm. cap. prod.: 133,470 rs. imp.: 13,347. contr.: 2,854 rs. y 19 maravedises.
(Madoz, 1846, p. 238)

## Demografía
Cuenta con una población de 36 habitantes (INE 2024).
| Gráfica de evolución demográfica de Berceruelo entre 1842 y 2021                                                      |
| |
| Población de derecho según los censos de población del INE. Población de hecho según los censos de población del INE. |